# Ghātanji
Ghātanji är en ort i Indien.   Den ligger i distriktet Yavatmal och delstaten Maharashtra, i den centrala delen av landet, 900 km söder om huvudstaden New Delhi. Ghātanji ligger 282 meter över havet och antalet invånare är 20 785.
Terrängen runt Ghātanji är platt. Runt Ghātanji är det ganska tätbefolkat, med 111 invånare per kvadratkilometer. Det finns inga andra samhällen i närheten. Trakten runt Ghātanji består till största delen av jordbruksmark.